# Sint-Bartholomeüskerk (Schoonhoven)

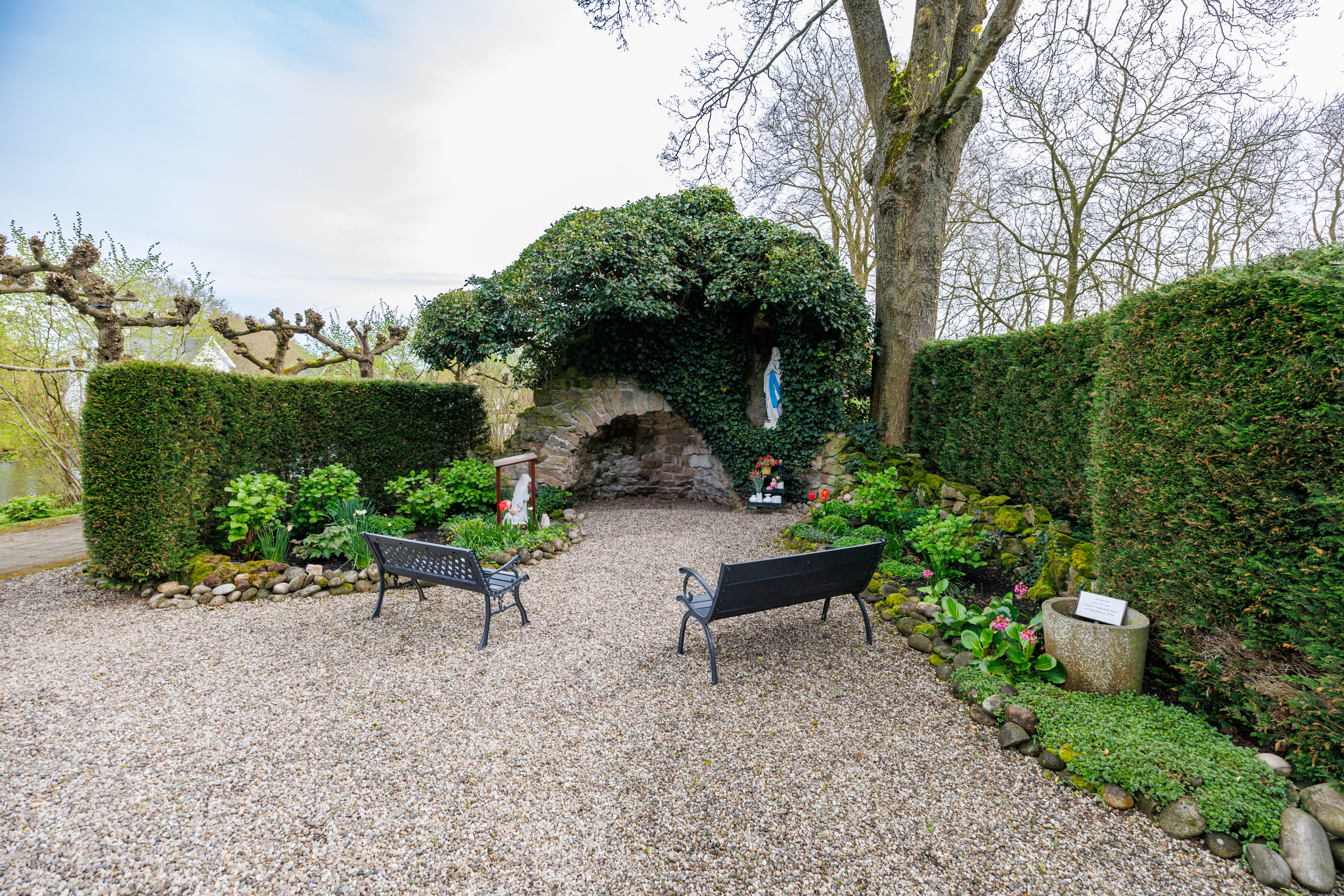
Lourdesgrot Sint-Bartholomeüskerk Schoonhoven

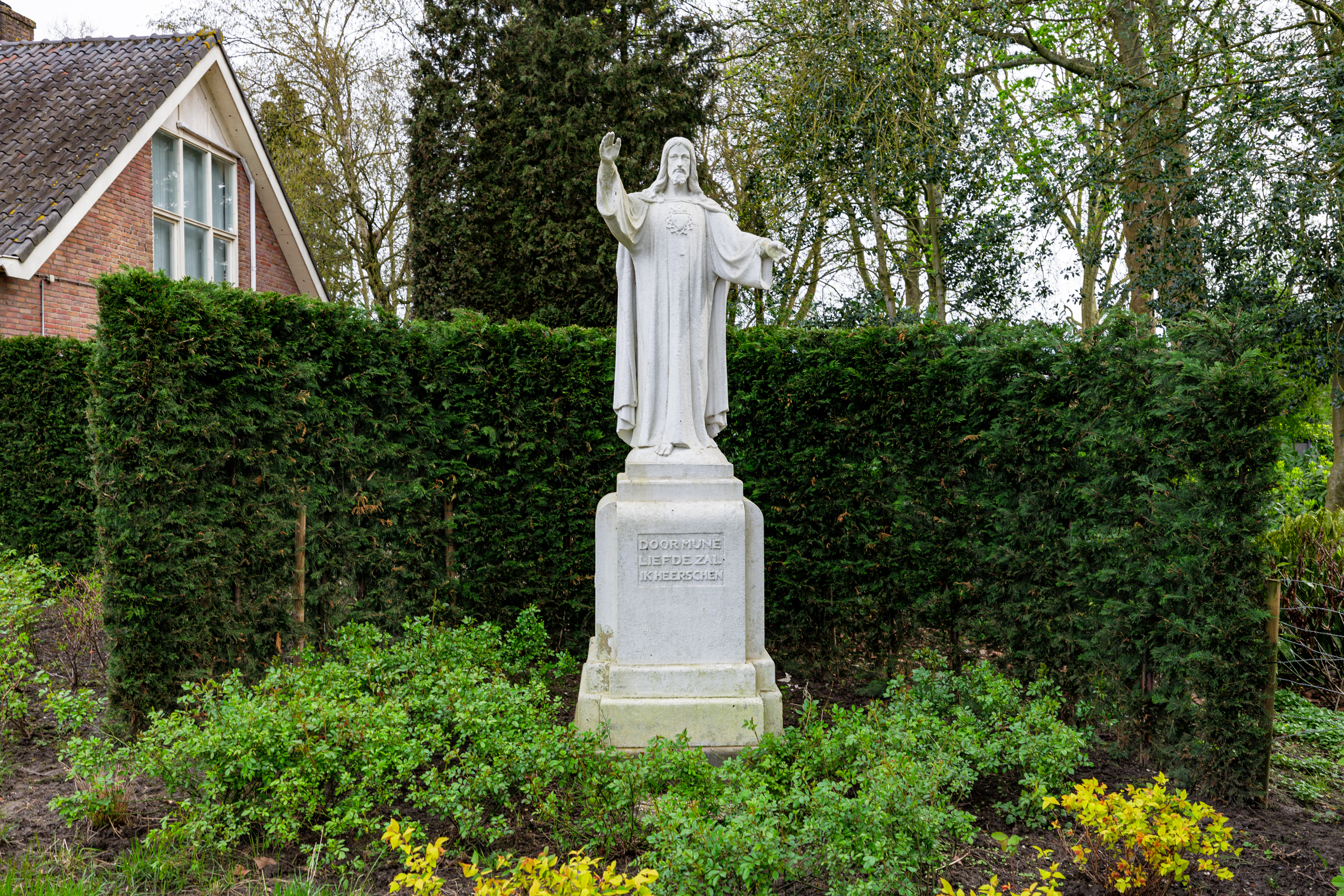
Heilig Hartbeeld uit 1925

De Sint-Bartholomeüskerk in de Zuid-Hollandse plaats Schoonhoven is een in 1872 gebouwde driebeukige pseudobasilieke kerk, met een toren centraal aan de westelijke zijgevel. De kerk is in gebruik bij de rooms-katholieke H. Bartholomeüsparochie en gevestigd aan de Wal 63 te Schoonhoven.

## Kerk
De kerk werd ontworpen door architect E.J. Magry, een van de belangrijkste leerlingen van P.J.H. Cuypers. De kerk is gebouwd op het voormalige bastion Keizersbolwerk. De eerste steen is gelegd in april 1872, in 1873 is de kerk voltooid. De kerk is gebouwd in een combinatie van neogotische en neoromaanse stijl. De kerk heeft een driebeukig schip van acht traveeën lang. In de middenbeuk is aan bovenin beide zijden een schijntriforium aanwezig met ronde bogen. De kerk heeft een hoog koor met een vijfzijdige koorsluiting aan de zuidzijde. De hoofdingang is gevestigd onder de toren in de westelijke zijgevel. De toren heeft drie geledingen met wimbergen en een ingesnoerde naaldspits. 
De kerk werd in 1872 in gebruik genomen en gewijd aan Sint-Bartolomeüs. De Grote Kerk van Schoonhoven was voor de reformatie ook aan Bartolomeüs gewijd. Aan de Wal 30 staat ook een Bartholomeüskerk; deze is bij de oudkatholieke gemeenschap in gebruik.
Tegenover de kerk (aan de zuidzijde) staat een Heilig Hartbeeld uit 1925.

## Interieur
Het interieur van de kerk is in 1909 beschilderd door Jan Dunselman, kunstschilder te Amsterdam. Deze beschilderingen bestonden uit taferelen ontleend aan schilderijen van  catacomben en mozaïeken uit Ravenna. Rond 1970 zijn deze beschilderingen overgeschilderd met witkalk.

## Orgel
De kerk heeft een eenklaviers mechanisch pijporgel uit 1784 met aangehangen pedaal. De herkomst is niet bekend. Het kan gebouwd zijn door J.J. Mitterreither en is vermoedelijk in 1873 overgebracht vanuit een onbekende locatie naar de pas voltooide kerk. Het orgel staat op een galerij aan de noordzijde van de kerk.
Op 9 mei 1972 werd de kerk aangewezen als rijksmonument vanwege de aanwezigheid van dit orgel. In 1973 is het orgel gerestaureerd door de orgelbouwer Adema-Schreurs en in 2006 opnieuw door Orgelmakerij Gebr. Van Vulpen.

### Dispositie van het orgel
| Manuaal C–d3  |    |
| Bourdon       | 8′ |
| Praestant d   | 8′ |
| Praestant b/d | 4′ |
| Fluit b/d     | 4′ |
| Roerquint b/d | 3′ |
| Octaaf        | 2′ |

| Pedaal C–g0 |

## Begraafplaats
Oostelijk naast de kerk ligt de begraafplaats van de H. Bartholomeüsparochie aan de Wal 61. Dit betreft een relatief kleine begraafplaats met een oppervlakte van 800m2 en is in 1872 aangelegd als processietuin. Door zijn ligging op het voormalige bastion van Schoonhoven heeft de oppervlakte een vorm van een driehoek. In de punt hiervan staat een crucifix. Aan de noordoostelijke kant van de kerk, bij de ingang van de begraafplaats staat een Lourdesgrot van tufsteen, gebouwd in 1923. 